# Helio Begliomini
Helio Begliomini (São Paulo, 21 de março de 1955) é um médico escritor, urologista, médico do trabalho, historiador e biógrafo brasileiro. Suas obras literárias se enquadram nos gêneros ensaios, crônicas, e poesias.
Titular e emérito da cadeira nº 10 da Academia Cristã de Letras (ACL), ele é, desde 2020, presidente desta entidade.
É, também, titular e emérito da cadeira nº 21 da Academia de Medicina de São Paulo

## Graduação
- Médico - pela Faculdade de Medicina de Jundiaí, em 1978.[4]

### Pós-graduação
- Residência Médica em Urologia, no Hospital do Servidor Público do Estado de São Paulo
- Mestrado em Urologia na Escola Paulista de Medicina[4]

## Atividade profissional
- Médico assistente do Serviço de Urologia do Instituto de Assistência Médica ao Servidor Público Estadual
- Médico do Ambulatório de Caridade da Paróquia Nossa Senhora de Fátima (SP)[4]

### Presidências
- Comissão de ética médica e defesa profissional da Sociedade Brasileira de Urologia - SBU [5] (1997–99; maio a julho de 2003, interino; e 2003–05)
- SOBRAMES - Sociedade Brasileira de Médicos Escritores (Sobrames, 1998-2000)
- SOBRAMES - Sociedade Brasileira de Médicos Escritores - Regional do Estado de São Paulo (1992–94, 2007–08[6] e 2009–10[6])
- Comissão eleitoral dos pleitos de 2005 da SBU; e de 2008, 2012 e 2016 da Sobrames
- Rotary Club de São Paulo Tremembé (2011–12 e 2017–18)[7]
- Academia Cristã de Letras (2020–21 e 2022-23)[2]
- Academia de Medicina de São Paulo (2023-24 e 2025-26)

## Participação na Imprensa
Possui uma coluna no Estado de S. Paulo, intitulada Tudo Sobre

## Participação em entidades científicas e culturais
É membro de 53 entidades, entre as quais destacam-se:
- Sociedade Brasileira de Médicos Escritores - Regional São Paulo[nota 1]
- Instituto de Medicina Humanae Vitae[nota 2]
- Academia Cristã de Letras[nota 3]
- Sociedade Brasileira de Urologia
- International College of Surgeons
- Sociedade Brasileira de História da Medicina[nota 4]
- Sociedade Brasileira para o Progresso da Ciência
- Academia Brasileira de Médicos Escritores[9]
- Liga Sul-Americana de Médicos Escritores
- Academia de Medicina de São Paulo[10][11]

## Livros publicados
É autor dos seguintes livros:
| #  | Ano  | Livro | Gênero Literário                                                                                        | Info                                                         | ISBN              | Ref.   |
| -- | ---- | --- | --- | ------------------------------------------------------------ | ----------------- | ------ |
| 1  | 1984 | Contribuição ao Estudo dos Tumores do Testículo                                                                                               | Tese de Mestrado                                                                                        |                                                              |                   |        |
| 2  | 1998 | Pelo Avesso, 1998 | Crônicas, Ensaios e Cartas                                                                              |                                                              | CDD-000.001       |        |
| 3  | 1999 | Ementário da Sociedade Brasileira de Médicos Escritores                                                                                       | Cadastro Nacional                                                                                       |                                                              |                   |        |
| 4  | 1999 | Tributo à SOBRAMES Nacional - 1965-2000 | Ensaios e História                                                                                      |                                                              | CDD-86990681611   |        |
| 5  | 2000 | Ultrapassando com Humildade os Umbrais da Academia Cristã de Letras                                                                           | Discursos                                                                                               |                                                              | 85-86556-34-3     |        |
| 6  | 2001 | Galeria Fotográfica dos Presidentes da SOBRAMES Nacional                                                                                      | História e Documentário                                                                                 | em coautoria com Luiz Alberto Fernandes Soares               | CDD-869.90681.611 |        |
| 7  | 2001 | A SOBRAMES Nacional e Seus Presidentes | História e Biografias                                                                                   |                                                              | 85-86556-48-3     |        |
| 8  | 2002 | Contraponto | Crônicas, Ensaios e Cartas                                                                              | [ nota 5 ]                                                   | 85-86556-57-2     |        |
| 9  | 2003 | Alvíssaras | Pensamentos, Reflexões, Apotegmas, Provérbios e Orações                                                 |                                                              | 85-85655-66-1     |        |
| 10 | 2004 | Mistura Fina | Crônicas, Ensaios e Cartas                                                                              |                                                              | 85-88423-25-1     |        |
| 11 | 2005 | Juscelino Kubitschek de Oliveira – Patrono da Sociedade Brasileira de Urologia                                                                | Biografia e Documentário                                                                                | [ nota 6 ]                                                   | 85-88423-34-0     |        |
| 12 | 2006 | Urologia, Vida e Ética | Ensaios, Crônicas, Cartas e Desenvolvimento de Doutrina sobre Ética Médica, particularmente em Urologia |                                                              | 85-88423-48-0     |        |
| 13 | 2007 | Sonhar é Preciso | Discursos                                                                                               |                                                              | 978-85-88423-53-4 |        |
| 14 | 2007 | Academia Cristã de Letras – Tributo aos Quarenta Anos de História                                                                             | História e Documentário                                                                                 |                                                              | 978-8588423-55-8  |        |
| 15 | 2007 | Alçando Novos Ares | Discursos                                                                                               |                                                              | 978-85-88423-59-6 |        |
| 16 | 2007 | Academia Brasileira de Médicos Escritores – Vinte Anos de História                                                                            | História e Documentário                                                                                 | [ nota 7 ]                                                   | 978-85-88423-68-8 |        |
| 17 | 2008 | Dissecando a Vida | Ensaio                                                                                                  |                                                              | 978-85-88423-80-0 |        |
| 18 | 2008 | Sobrames Paulista – Compêndio dos seus Vinte Anos de História – 1988-2008                                                                     | História e Documentário                                                                                 | em coautoria com Marcos Gimenes Salun                        | 978-85-60380-08-4 |        |
| 19 | 2009 | Sobrames do Estado de São Paulo – Editoriais Presidenciais (Biênio 2007-2008) – Volume I                                                      | Ensaios, Crônicas e Discursos                                                                           |                                                              | 978-85-88423-90-9 |        |
| 20 | 2009 | Asclepíades da Academia Paulista de Letras | História, Documentário e Biografias                                                                     |                                                              | 978-85-88423-92-3 |        |
| 21 | 2010 | Entressafra | Ensaios, Crônicas, Cartas e Prefácios                                                                   |                                                              | 978-85-88423-97-8 |        |
| 22 | 2010 | Imortais da Abrames | História e Biografias                                                                                   |                                                              | 978-85-7935-004-7 |        |
| 23 | 2011 | Sobrames do Estado de São Paulo - Editoriais Presidenciais (Biênio 2009-2010) - Volume II                                                     | Ensaios, Crônicas e Discursos                                                                           |                                                              | 978-85-7935-021-4 |        |
| 24 | 2011 | Rotarismo - Fundamentos Ilustrados de uma Magnífica Instituição Centenária                                                                    | História, Documentário e Biografias                                                                     |                                                              | 978-85-7935-028-3 |        |
| 25 | 2012 | 7 de Março | História e Biografias                                                                                   | em coautoria com Affonso Renato Meira e Guido Arturo Palomba | NLM-WZ23          |        |
| 26 | 2012 | Esculápios da Casa de Machado de Assis | História e Biografias                                                                                   |                                                              | 978-85-7935-052-8 |        |
| 27 | 2014 | Prógonos da Academia de Medicina de São Paulo                                                                                                 | História e Biografias                                                                                   |                                                              | 978-85-7935-068-9 |        |
| 28 | 2014 | Matéria-Prima | Ensaios, Crônicas, Cartas, Necrológios, Discursos, Biografias e Prefácios                               |                                                              | 978-85-7935-082-5 |        |
| 29 | 2015 | Rotary Club de São Paulo Tremembé – Dezesseis Anos de Interação e Serviços, Transformando a Vida Comunitária                                  | História e Documentário                                                                                 | em coautoria com Alan Tadeo Camera                           | 978-14-9939-194-7 |        |
| 30 | 2015 | Presidentes da Casa de Luiz Pereira Barreto em seus 120 Anos (1895–2015) de Existência                                                        | História e Biografias                                                                                   |                                                              | 978-85-7935-086-3 |        |
| 31 | 2016 | Um Escritor que Virou Cidade | Biografia                                                                                               |                                                              | 978-85-7935-101-3 | [ 13 ] |
| 32 | 2017 | Rugas | Crônicas, Cartas, Necrológios, Discursos, Biografias e Memórias                                         |                                                              | 978-85-7935-112-9 |        |
| 33 | 2018 | Helio Begliomini em Prosa e Verso | Memórias Literárias                                                                                     | Editor Marcos Gimenes                                        |                   |        |
| 34 | 2018 | Um Médico Entre Historiadores – Agradecendo a um Especial Convite de Clio                                                                     | Discursos                                                                                               |                                                              | 978-85-7935-127-3 |        |
| 35 | 2018 | Entrelinhas | Crônicas, Cartas, Ensaios, Discursos, Necrológios e Biografias                                          |                                                              | 978-85-7935-126-6 |        |
| 36 | 2019 | Memórias de um Caríssimo Ambulatório | História e Documentário                                                                                 |                                                              | 978-85-7935-135-8 |        |
| 37 | 2021 | Mulheres Notáveis e Pioneiras na Área da Saúde do Brasil do Século XIX                                                                        | Biografias                                                                                              |                                                              | 978-65-5833-007-3 |        |
| 38 | 2021 | Antigos Membros da Centenária Academia de Medicina de São Paulo                                                                               | História e Biografias                                                                                   |                                                              | 978-65-5833-006-6 |        |
| 39 | 2021 | Nobel e Prêmios Nobel da Academia de Medicina de São Paulo                                                                                    | História e Biografias                                                                                   |                                                              | 978-65-5833-012-7 |        |
| 40 | 2021 | Marie Rennotte - Professora, Feminista, Médica, Humanista e Empreendedora - Primeira Mulher a Ingressar na Academia de Medicina de São Paulo! | Biografia                                                                                               |                                                              | 978-65-5833-010-3 |        |
| 41 | 2022 | Asclépios da Academia Cristã de Letras (1967-2022) - Memento de seus 55 Anos                                                                  | História e Biografias                                                                                   |                                                              | 978-65-5833-017-2 |        |
| 42 | 2022 | Fundadores da Sociedade de Medicina e Cirurgia de São Paulo                                                                                   | História e Biografias                                                                                   |                                                              | 978-65-5833-018-9 |        |
| 43 | 2022 | Lastro dos Membros da Academia Cristã de Letras Através de Ementas Associativas                                                               | Biografias                                                                                              |                                                              | 978-65-5833-031-8 |        |
| 44 | 2023 | Vice-Versa | Crônicas, contos, ensaios                                                                               |                                                              | 978-65-5833-030-1 |        |
| 45 | 2024 | Dedilhando o Tempo... | Poemas                                                                                                  |                                                              | 978-65-5833-041-7 |        |

## Prêmios e Indicações
| Ano  | Prêmio                                                                             | Categoria                                 | Trabalho Indicado                                                                                                  | Resultado | Ref.          |
| ---- | ---------------------------------------------------------------------------------- | ----------------------------------------- | --- | --------- | ------------- |
| 2004 | XXVII Prêmio Clio de História                                                      |                                           | Livro "Contraponto"                                                                                                | Venceu    | [ 15 ]        |
| 2005 | Prêmio Flerts Nebó                                                                 | Menção Honrosa                            | “Arte, literatura, subjetividade e marketing”                                                                      | Venceu    |               |
| 2006 | XXIX Prêmio Clio de História                                                       |                                           | Livro "Juscelino Kubitschek de Oliveira – Patrono da Sociedade Brasileira de Urologia"                             | Venceu    | [ 15 ] [ 16 ] |
| 2007 | XXX Prêmio Clio de História                                                        |                                           | Livro "Academia Cristã de Letras – Tributo aos Quarenta Anos de História"                                          | Venceu    | [ 15 ]        |
| 2007 | Prêmio ABRAMES                                                                     | Ensaio                                    | Terminalidade da Vida                                                                                              | Venceu    |               |
| 2008 | "Livros do Ano de 2007" pela Academia Brasileira de Estudos e Pesquisas Literárias | Medalha de Ouro                           | Livro "Academia Brasileira de Médicos Escritores – Vinte Anos de Histórias"                                        | Venceu    | [ 15 ]        |
| 2008 | XXXI Prêmio Clio de História                                                       |                                           | Livro "Academia Brasileira de Médicos Escritores – Vinte Anos de Histórias"                                        | Venceu    | [ 15 ]        |
| 2010 | "Livros do Ano de 2009" pela Academia Brasileira de Estudos e Pesquisas Literárias | Medalha de Ouro                           | Livro "Asclepíades da Academia Paulista de Letras"                                                                 | Venceu    | [ 15 ]        |
| 2012 | "Livros do Ano de 2010" pela Academia Brasileira de Estudos e Pesquisas Literárias | Medalha de Ouro                           | Livro "Entressafra"                                                                                                | Venceu    | [ 15 ]        |
| 2012 | "Livros do Ano de 2011" pela Academia Brasileira de Estudos e Pesquisas Literárias | Medalha de Ouro                           | Livro "Rotarismo: Fundamentos Ilustrados de uma Magnífica Instituição Centenária"                                  | Venceu    | [ 15 ]        |
| 2015 | Prêmio ABRAMES                                                                     | Troféu Patronesse Francisca Pragues Fróes | Divulgação da ABRAMES sem fronteiras                                                                               | Venceu    | [ 17 ]        |
| 2018 | Concurso anual da Academia Brasileira de Médicos Escritores (ABRAMES)              | Crônicas                                  | Obra-literária “Entrelinhas”                                                                                       | 3º lugar  | [ 3 ]         |
| 2018 | Concurso anual da Academia Brasileira de Médicos Escritores (ABRAMES)              | Ensaios                                   | Obra-literária “Ateus, Fundamentalistas, Crentes, Cristãos e Católicos”                                            | 3º lugar  | [ 3 ]         |
| 2019 | Concurso anual da Academia Brasileira de Médicos Escritores (ABRAMES)              | Ensaio                                    | “Mudanças na Assistência à Saúde nas Últimas Cinco Décadas”                                                        | 3º Lugar  | [ 18 ]        |
| 2020 | Concurso anual da Academia Brasileira de Médicos Escritores (ABRAMES)              | Ensaios                                   | Obra-literária “Manoel Antonio de Almeida. De um Livro à Imortalidade! - Um dos Primeiros Romancistas Brasileiros” | Venceu    | [ 19 ]        |
| 2020 | Concurso anual da Academia Brasileira de Médicos Escritores (ABRAMES)              | Prêmio “Memória da ABRAMES”               | Conjunto da obra                                                                                                   | Venceu    |               |

### Distinções e Honrarias
- 2007 - Prêmio "Manoel Antônio de Almeida" - Maior láurea da ABRAMES pelo mérito do conjunto da obra literária
- 2013 - Moção de congratulação e louvor da Câmara Municipal do Rio de Janeiro[20]
- 2014 - Prêmio de Cidadania “José Sérgio Pattini Filho” pelo Rotary Club de São Paulo Tremembé[21]
- 2017 - Título de membro honorário do Rotary Club de São Paulo Mandaqui[22]
- 2018 - Moção de Congratulação da Câmara Municipal da Estância Turística de Itu[23]
- 2019 - Medalha Ivolino de Vasconcellos da Sociedade Brasileira de História pela sua contribuição à história da medicina[24]
- 2020 - Prêmio Abrames de Memórias 2020[25]
- 2021 - Medalha São Paulo Apóstolo, instituída pela Arquidiocese de São Paulo, pela educação cristã.[26]
- Título Honorífico do Distrito 4430 do Rotary International[1]
- Verbete na enciclopédia Who’s Who in the World[1]